# Andrea Beltrami (Architekt)

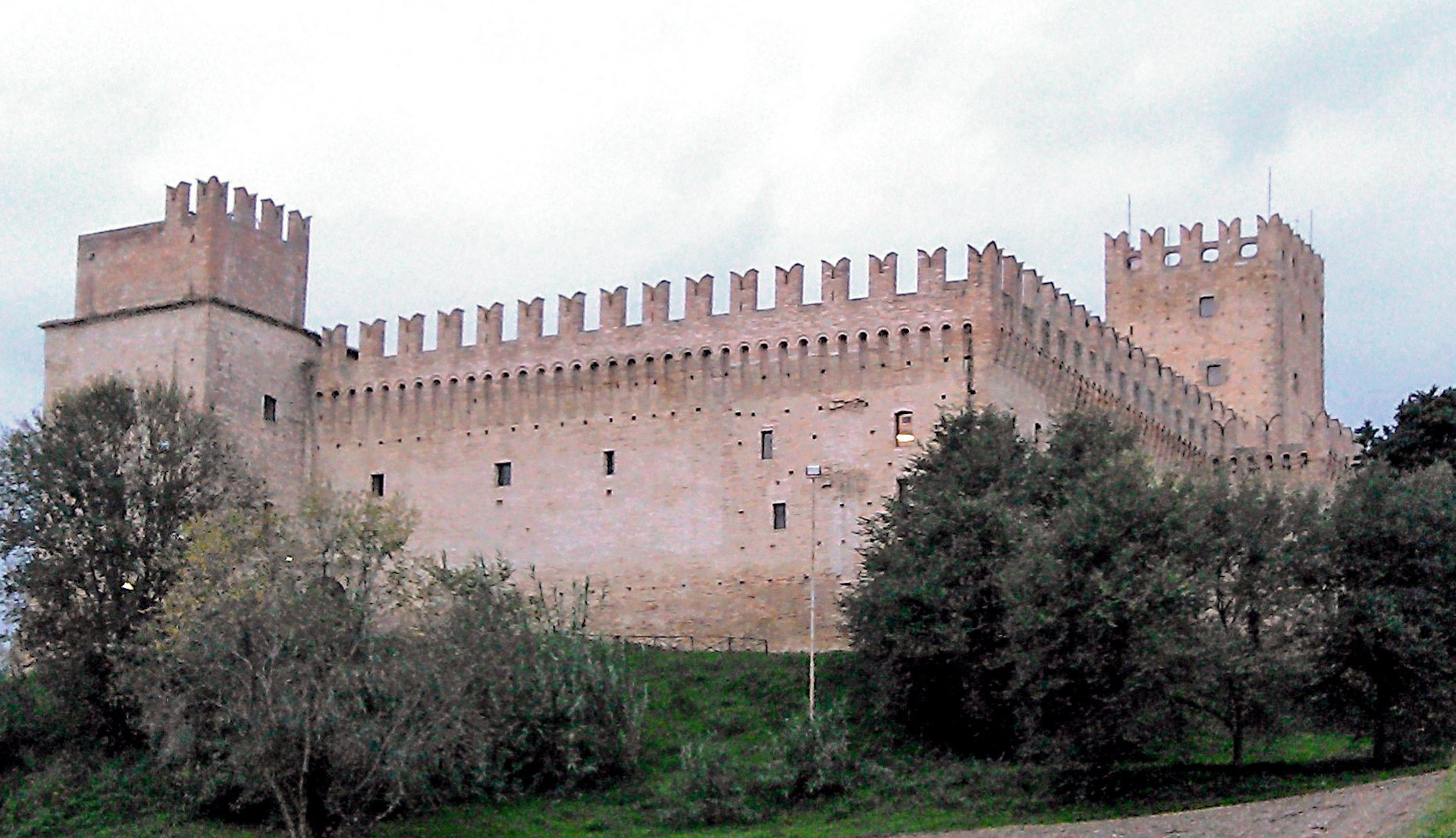
Castello della Rancia

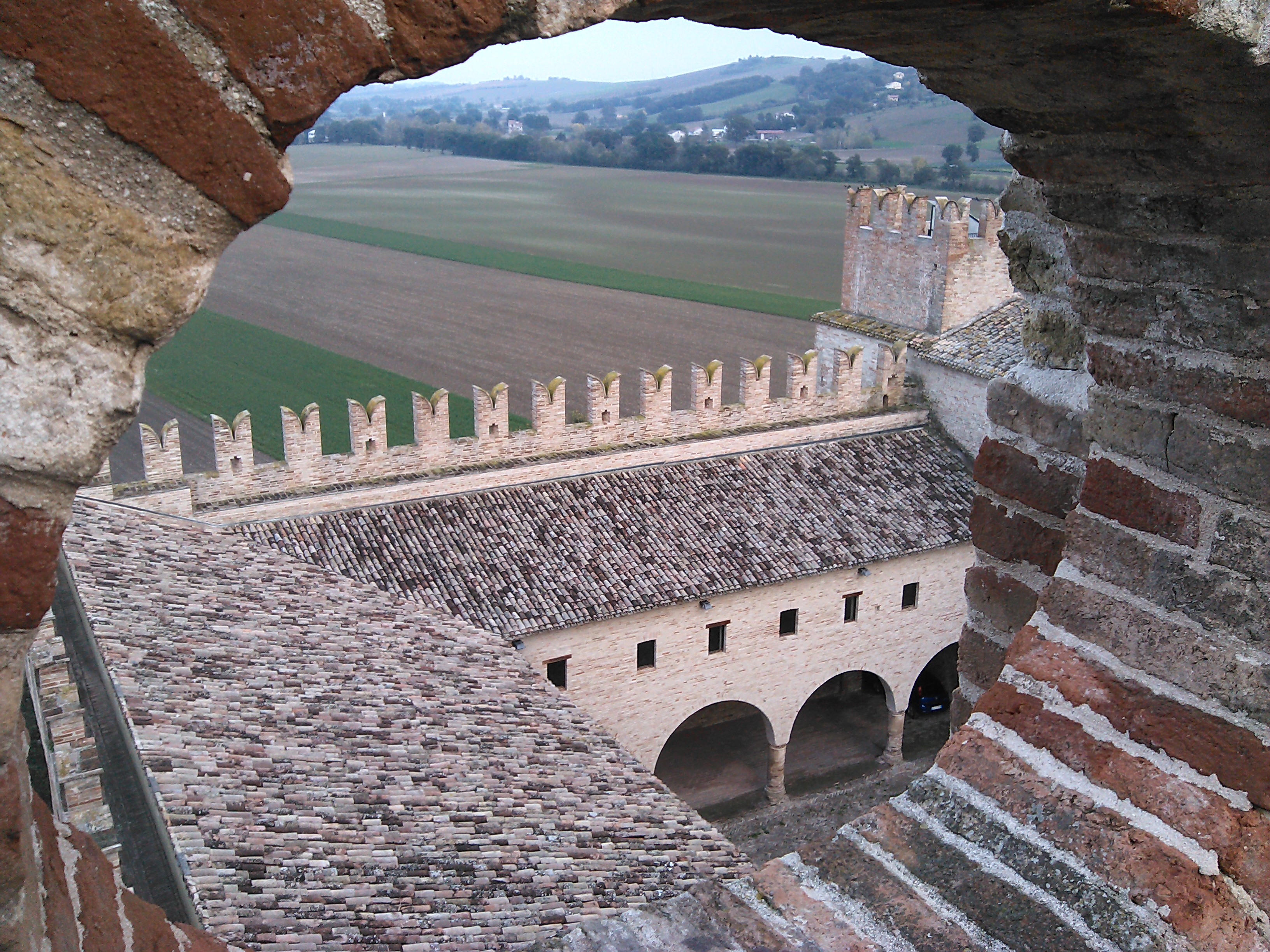
Castello della Rancia, Sicht vom Hauptturm aus

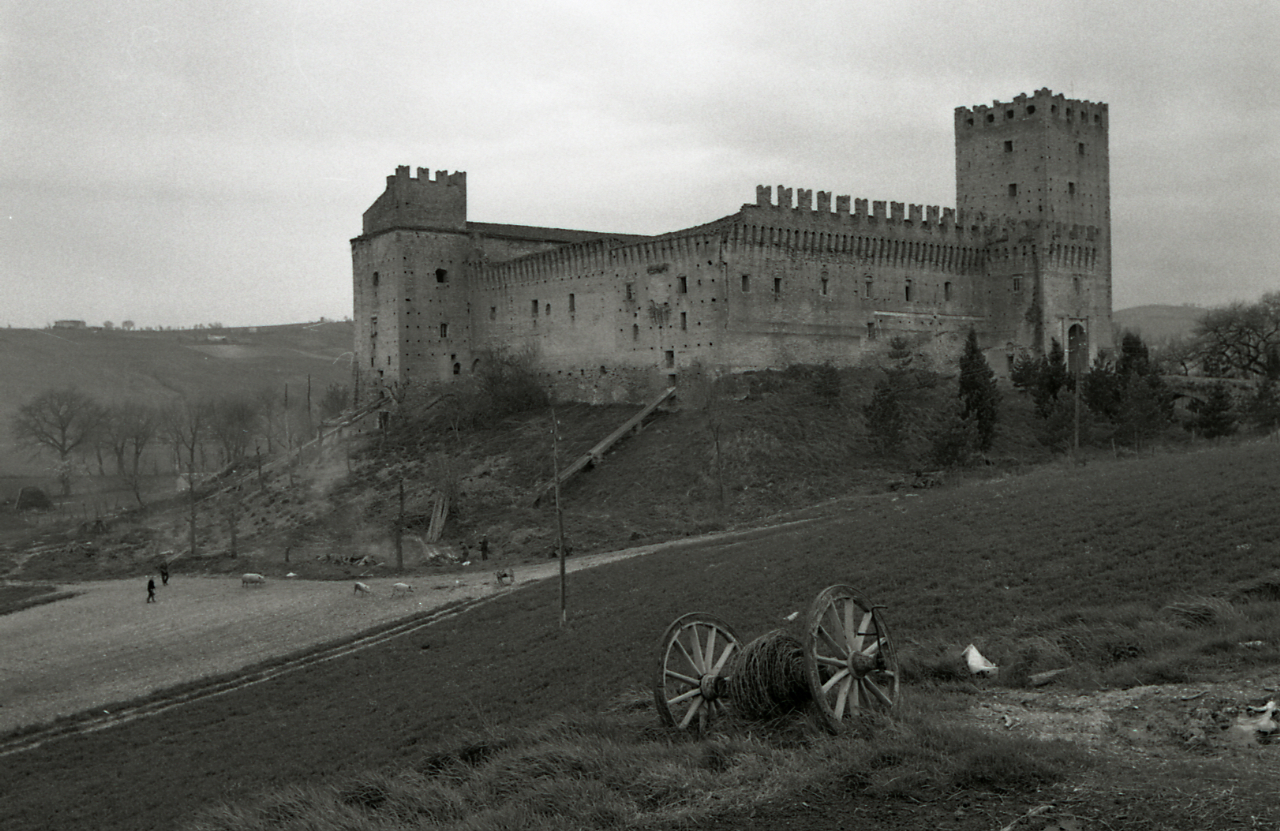
Castello della Rancia, 1970

Andrea Beltrami, auch Andrea Beltrami da Como, (* um 1320 in Como; † nach 1357) war ein italienischer Architekt und Festungsbauer.

## Bau und Lage
Ein heute noch existierendes Dokument aus dem Jahr 1352 bezeugt, dass der aus Como stammende Architekt und Festungsbauer Andrea Beltrami da Como und seine lombardischen Handwerker durch den Herrscher von Camerino, Rodolfo II da Varano, mit dem Bau einer Festungsanlage in der Nähe der Stadt Tolentino beauftragt wurde. Der Bau, der im klassischen mittelalterlichen Stil erfolgte, wurde zwischen 1353 und 1357 nach den Plänen und unter der Aufsicht von Andrea Beltrami da Como durchgeführt. Der Ort für die neue Festung wurde aufgrund seiner hervorragenden strategischen Lage im Chienti-Tal gewählt. Die neue Festung diente der Verteidigung des Tals und der Kontrolle der alten Römerstraße, die parallel zum Tal verlief. Die Festung ist sieben Kilometer von der Stadt Tolentino entfernt und liegt in der mittelitalienischen Region Marken. Auf dem Hügel bestand seit dem 12. Jahrhundert ein befestigtes Landwirtschaftsgebäude, das im Besitz des Klosters Chiaravalle di Fiastra war und von Zisterzienser betrieben wurde.

## Name und Festung
Der Name Castello della Rancia rührt vermutlich aus einer Ableitung des französischen Worts „Grange“ her, das „Scheune“ bedeutet und der wahrscheinlich noch aus der Zeit vor dem Bau der Festung stammte, als noch die Zisterzienser an diesem Ort lebten.
Der Zugang zum Haupteingang der Festung führt über eine Zugbrücke und wird durch einen Wehrturm geschützt. Der Bergfried ist 25 Meter hoch und besteht aus vier Stockwerken, wovon die ersten drei Kreuzgewölbe sind. Der Keller wurde als Kerker benutzt und die große Halle im Hauptgebäude diente als Wohnsitz.